# 새비나무
새비나무(Callicarpa mollis)는 한국 남부 섬의 산기슭의 숲 속에 나는 낙엽관목으로 높이 3m이다. 밑에서 많은 줄기가 올라가고, 전체에 별 모양의 털이 밀포한다. 잎은 마주나며 난형, 타원형, 타원상 피침형, 양 끝이 뾰족하고, 길이 3-12cm, 양 면에 작은 선점이 있으며, 표면에 짧은 털이 있고, 뒷면에 별 모양의 털이 밀생, 가장자리에 예리한 톱니가 있다. 꽃은 양성화, 연한 자주색, 길이 4-5mm, 잎겨드랑이에 취산꽃차례로 달린다. 화관의 통부는 꽃받침과 길이가 달린다. 열매는 핵과로 둥근 모양이며 자주색으로 익는다. 양산 자루·신탄재·조류의 먹이 등으로 이용된다.

## 참고 자료
- 이 문서에는 다음커뮤니케이션(현 카카오)에서 GFDL 또는 CC-SA 라이선스로 배포한 글로벌 세계대백과사전의 내용을 기초로 작성된 글이 포함되어 있습니다.